# Chamaeza
Chamaeza Vigors, 1825 è un genere di uccelli passeriformi della famiglia Formicariidae.

## Etimologia
Il nome scientifico del genere, Chamaeza, deriva dall'unione delle parole greche χαμαι (khamai, "al suolo") e ζαω (zaō, "vivere"), col significato di "che vive a terra", in riferimento alle abitudini di vita di questi uccelli.

## Descrizione

C. mollissima.

Al genere vengono ascritte specie di dimensioni medio-piccole (19-22,5 cm), dall'aspetto paffuto e massiccio simile a quello delle Pitte, con testa arrotondata munita di becco sottile e appuntito, ali arrotondate e piccole, forti zampe allungate e coda vestigiale e squadrata: la livrea tende al bruno dorsalmente ed al bianco ventralmente, in quest'ultimo caso con le singole penne orlate di scuro a dare un effetto screziato molto mimetico.

## Biologia
Le specie ascritte al genere presentao abitudini di vita diurne, passando la maggior parte della giornata alla ricerca di cibo (costituito principalmente da piccoli invertebrati) al suolo o a poca distanza da esso, da soli o in coppie (si tratta infatti di uccelli monogami, nei quali i due sessi collaborano in tutte le fasi dell'evento riproduttivo), fermandosi di tanto in tanto per emettere i richiami alti e rombanti tipici di questi uccelli.

## Distribuzione e habitat
Il genere è endemico del Sudamerica centro-settentrionale, popolando un areale che in molte specie è piuttosto ristretto, ma che va comunque globalmente dalla Colombia a sud fino alla Bolivia centrale, e da qui ad est fino all'Argentina nord-orientale: l'habitat di questi uccelli è rappresentato dalla foresta pluviale con denso sottobosco.

## Tassonomia
Al genere vengono ascritte sei specie:
- Chamaeza campanisona (Lichtenstein, 1823) - tordo formichiero codacorta
- Chamaeza nobilis Gould, 1855 - tordo formichiero striato
- Chamaeza meruloides Vigors, 1825 - tordo formichiero di Such
- Chamaeza ruficauda Cabanis & Heine, 1860 - tordo formichiero codarossiccia
- Chamaeza turdina Cabanis & Heine, 1860 - tordo formichiero di Schwartz
- Chamaeza mollissima Sclater, 1855 - tordo formichiero barrato